# Francisco I de Foix
Francisco I de Foix, apodado Febo o Phebus (Foix, 18 de abril de 1469-Pau, 30 de enero de 1483), fue rey de Navarra (1479-1483), conde de Foix, conde de Bigorra y vizconde de Bearne (1472-1483). 

## Biografía
Francisco era hijo de Gastón de Foix y Magdalena de Francia. Era, por tanto, nieto de Gastón IV de Foix casado con la princesa de Viana, y luego reina, Leonor I de Navarra por parte paterna, y del rey Carlos VII de Francia casado con María de Anjou. Sucedió a su abuela Leonor, que le recomendó aliarse con Francia.
Durante su breve reinado se hizo cargo de la regencia su madre Magdalena de Francia. Su nombramiento fue apoyado por los agramonteses. Los beamonteses se situaron entonces tras Fernando II de Aragón, artífice de un protectorado militar aragonés sobre Navarra para evitar una posible intervención francesa. Su tío, Luis XI de Francia, planeaba su boda con la reina de Castilla Juana la Beltraneja, pero Francisco Febo muere de forma inesperada. Antes de morir había nombrado heredera del trono navarro a su hermana Catalina de Foix.

## Ancestros
| Francisco I de Navarra | Padre: Gastón de Foix, Príncipe de Viana | Abuelo Paterno: Gastón IV de Foix         | Bisabuelo Paterno: Juan I, Conde de Foix     |
| Francisco I de Navarra | Padre: Gastón de Foix, Príncipe de Viana | Abuelo Paterno: Gastón IV de Foix         | Bisabuela Paterna: Condesa Juana de Albret   |
| Francisco I de Navarra | Padre: Gastón de Foix, Príncipe de Viana | Abuela Paterna: Reina Leonor de Navarra   | Bisabuelo Paterno: Rey Juan II de Aragón     |
| Francisco I de Navarra | Padre: Gastón de Foix, Príncipe de Viana | Abuela Paterna: Reina Leonor de Navarra   | Bisabuela Paterna: Reina Blanca I de Navarra |
| Francisco I de Navarra | Madre: Magdalena de Valois               | Abuelo Materno: Rey Carlos VII de Francia | Bisbuelo Materno: Rey Carlos VI de Francia   |
| Francisco I de Navarra | Madre: Magdalena de Valois               | Abuelo Materno: Rey Carlos VII de Francia | Bisabuela Materna: Isabel de Baviera         |
| Francisco I de Navarra | Madre: Magdalena de Valois               | Abuela Materna: Reina María de Anjou      | Bisabuelo Materno: Rey Luis II de Nápoles    |
| Francisco I de Navarra | Madre: Magdalena de Valois               | Abuela Materna: Reina María de Anjou      | Bisabuela Materna: reina Violante de Aragón  |

| Predecesora: Leonor I de Navarra | Rey de Navarra 1479-1483                                                          | Sucesora: Catalina I de Navarra |
| Predecesor: Gastón IV de Foix    | Conde de Foix Vizconde de Bearne Conde de Bigorra Copríncipe de Andorra 1472-1483 | Sucesora: Catalina de Foix      |